# Someone Else
Someone Else è un singolo dei cantanti sudcoreani J.Y. Park e Gain, quest'ultima membro del gruppo femminile Brown Eyed Girls. Il brano è stato pubblicato il 22 aprile 2012 come parte dell'EP di J.Y. Park Spring: 5 Songs for a New Love, ed è stato accolto positivamente sia dal pubblico che dalla critica per la sua qualità musicale e la sua interpretazione emotiva.

## Composizione e stile
Someone Else è una ballata R&B che si distingue per il suo tono malinconico e il tema dell'amore perduto. Il testo, scritto e composto da J.Y. Park, narra di una relazione complicata tra due ex amanti che si ritrovano a riflettere sulla loro impossibilità di stare insieme, nonostante il forte desiderio reciproco. Il brano combina una base musicale essenziale con arrangiamenti di pianoforte e percussioni leggere, creando un'atmosfera intima ed emozionante.

## Video musicale
Il video musicale è stato diretto da un team interno alla JYP Entertainment e racconta la storia di due ex amanti che lottano con i loro sentimenti e cercano conforto in altre relazioni. La narrazione visiva si alterna a scene di danza sensuale tra J.Y. Park e Gain, evidenziando la loro chimica artistica. Le tonalità cromatiche sono volutamente neutre, con un uso prevalente di colori monocromatici che sottolineano l'intensità emotiva della trama.

## Accoglienza
Il singolo ha riscosso un grande successo nelle classifiche sudcoreane, raggiungendo il primo posto su Bugs Music e posizionandosi tra le prime posizioni su Melon e Cyworld. Critici musicali hanno elogiato la semplicità e l'eleganza del brano, definendolo un esempio di ballata moderna di qualità. Il singolo raggiunse la seconda posizione nella Gaon Digital Chart e la quarta nella K-pop Hot 100, vendendo complessivamente 1,155,164 copie.